# Jens Louis Petersen
Jens Louis Petersen (født 28. juni 1922 i København, død 16. maj 1992) var en dansk forfatter, journalist og oversætter. Han blev cand. jur. i 1947 og arbejdede herefter nogle år i Undervisningsministeriet. Fra 1952 fik han ansættelse som teatersekretær ved Det kongelige Teater og var administrator ved Statens Teaterskole 1967-1987 og  redaktør på Blæksprutten fra 1971.
Jens Louis Petersen oversatte både musicals, skuespil og operaer, af hvilke oversættelser hans arbejde med H.M.S. Pinafore og ikke mindst Admiralens vise som bygger på When I Was a Lad, er hans mesterstykke.
Han var også tilknyttet Danmarks Radio og skrev tekster til satiriske tv-programmer, ligesom han leverede manuskripter til flere afsnit af Huset på Christianshavn og Matador.